# آلبریک تروفانتیز
آلبریک تروفانتیز (فرانسوی: Aubri‎; ۱ ژانویهٔ ۱۲۰۱ – ۱ ژانویهٔ ۱۲۵۰) تاریخ‌نگار، راهب، و نویسنده فرانسوی جنگ‌های صلیبی چهارم و پنجم بود که کتاب Chronica Albrici Monachi Trium Fontium اثر اوست.
آلبریک اهل شهر تروسفونتاین فرانسه بوده و در یک دیر سیسترسین واقع در شامپانی می‌زیست. وی مؤلف اثری با عنوان وقایع‌نامه است. وی در این کتاب نگاهی اجمالی اما ارزشمند به نحوه جنگ‌های صلیبی و فعالیت و امور مرتبط به آن‌ها دارد. اساساً این کتاب میان سال‌های ۱۲۲۷–۱۲۴۰ میلادی نوشته شده‌است. از این‌رو، همزمان بخش‌های مفصلی از این وقایع‌نامه به جنگ صلیبی چهارم، پنجم، آلبی‌ژن و نخستین جنگ صلیبی مشهور کودکان اختصاص دارد. آلبریک بدون طرفداری و جانبداری از هیچ‌یک از طرفین جنگ، به نگارش دربارهٔ جنگ‌های صلیبی پرداخته‌است. در واقع، وقایع‌نامه او بیانگر نگرش و علاقه یکسان و منصفانه او نسبت به جنگ بر ضد مسلمانان یا مسیحیان مخالف یا مرتدان است. وی به‌خوبی حساسیت این دوران را درک کرد و لذا از همه مدارک و اسناد برای تکمیل کار خویش بهره برد. از این‌رو، اثر او حاوی جزئیات کاملی در مورد هر رویداد است. وی احتمالاً در حدود سال‌ّای ۱۲۵۰–۱۲۵۲ درگذشته است.